# Kill Van Kull
El Kill Van Kull es un estrecho marino de la costa Este de los Estados Unidos, localizado entre Staten Island, Nueva York, y Bayonne, Nueva Jersey. Tiene aproximadamente 4,8 km de largo y 305 m de ancho, y conecta la bahía de Newark con la bahía Upper New York.  El Robbins Reef Light marca el extremo oriental del Kill, Bergen Point es su extremo occidental. Atravesado por el puente Bayonne, es una de las vías fluviales más transitadas en el puerto de Nueva York y Nueva Jersey.
Históricamente ha sido uno de los canales más importantes para el comercio de la región, ya que proporciona un paso para el tráfico marítimo entre la bahía Upper New York y las ciudades industriales del noreste de Nueva Jersey. Durante la época colonial jugó un papel importante en los viajes entre la ciudad de Nueva York y las colonias del sur, cambiando los pasajeros desde los ferries a los vagones de pasajeros en Elizabethtown (ahora Elizabeth). Desde el último tercio del siglo XX, proporciona el acceso principal de los buques oceánicos portacontenedores hasta la Port Newark-Elizabeth Marine Terminal, la instalación portuaria de más actividad en el este de los Estados Unidos, y la Howland Hook Marine Terminal. Para acomodar el paso de buques cada vez más grandes, el estrecho ha requerido un dragado y profundización continua. En muchas áreas de la arena del fondo se ha excavado hasta la roca y ahora requiere voladuras

## Etimología
El nombre de «Kill Van Kull» tiene sus raíces en el siglo XVII durante la era colonial holandesa, cuando la región era parte de la Nueva Holanda. Los primeros exploradores y colonos denominaban los lugares refiriéndose a una ubicación en relación con otros lugares según fuera su forma, topografía u otras cualidades geográficas. El área alrededor de la bahía de Newark se llamó Achter Kol. La bahía se encuentra detrás de Bergen Hill, la cresta emergente de los Hudson Palisades (unos acantilados),  que comienza en Bergen Neck [cuello de Bergen], la península entre ella y la bahía Upper New York. Detrás —o achter— de la cresta estaba un col o paso al interior. Kill  viene de la palabra neerlandesa kille, que significa "lecho del río", "canal de agua", o "corriente". Durante la época de la colonia británica de la bahía era conocido como Cull Bay.
Kill Van Kull se traduce como "canal desde el paso" o "cresta". El nombre del canal hermano hasta el Kill Van Kull, el cercano Arthur Kill, es un anglicismo de achter kill,  que significa "canal de retorno", en referencia a su ubicación "detrás" de Staten Island.

## Galería de imágenes

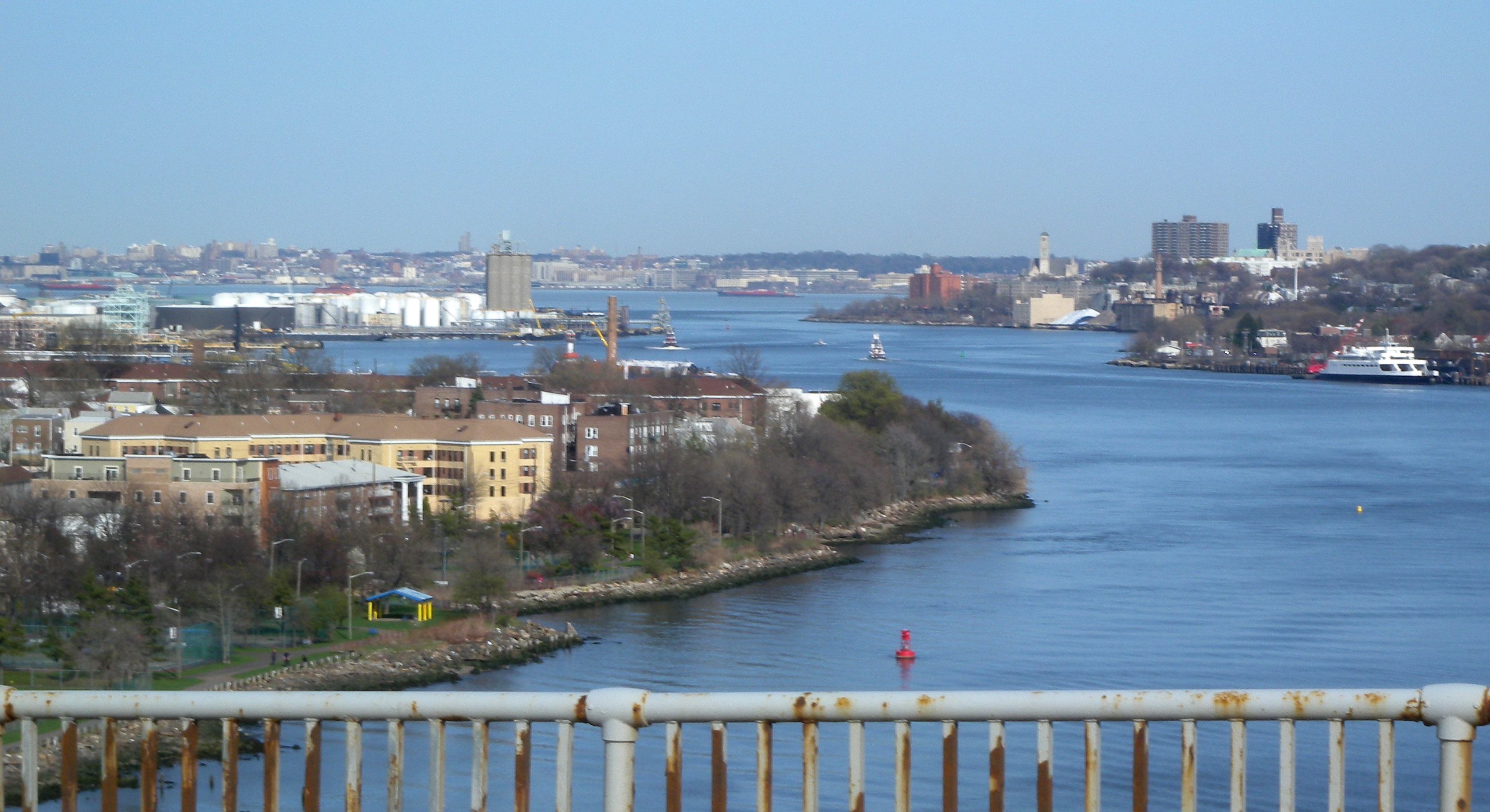
Vista del Kill desde el puente Bayonne
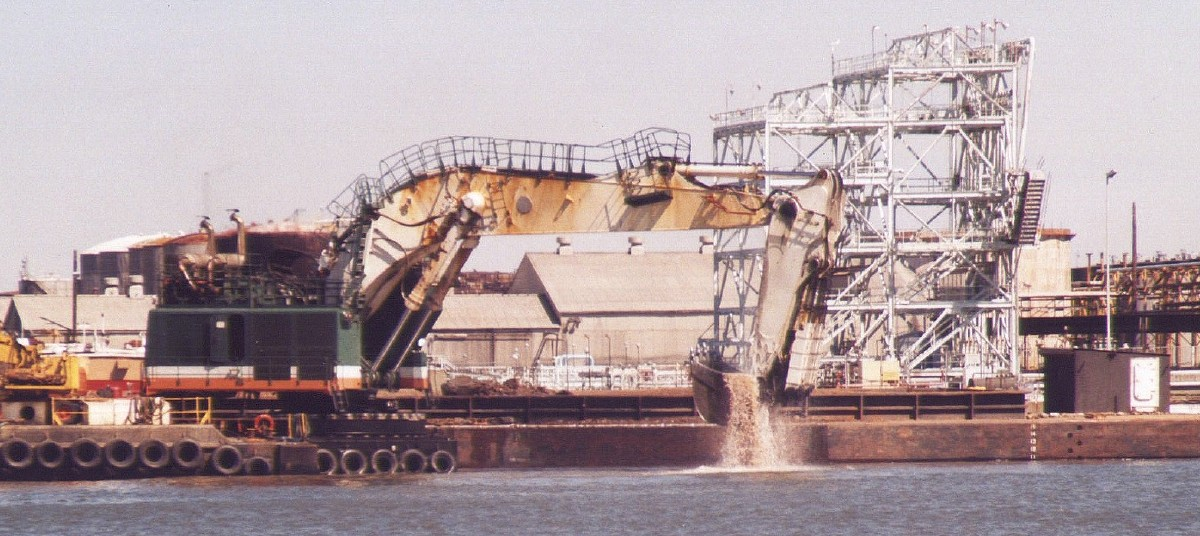
El Cuerpo de Ingenieros del Ejército de los Estados Unidos realizando trabajos de dragado para ampliar el estrecho
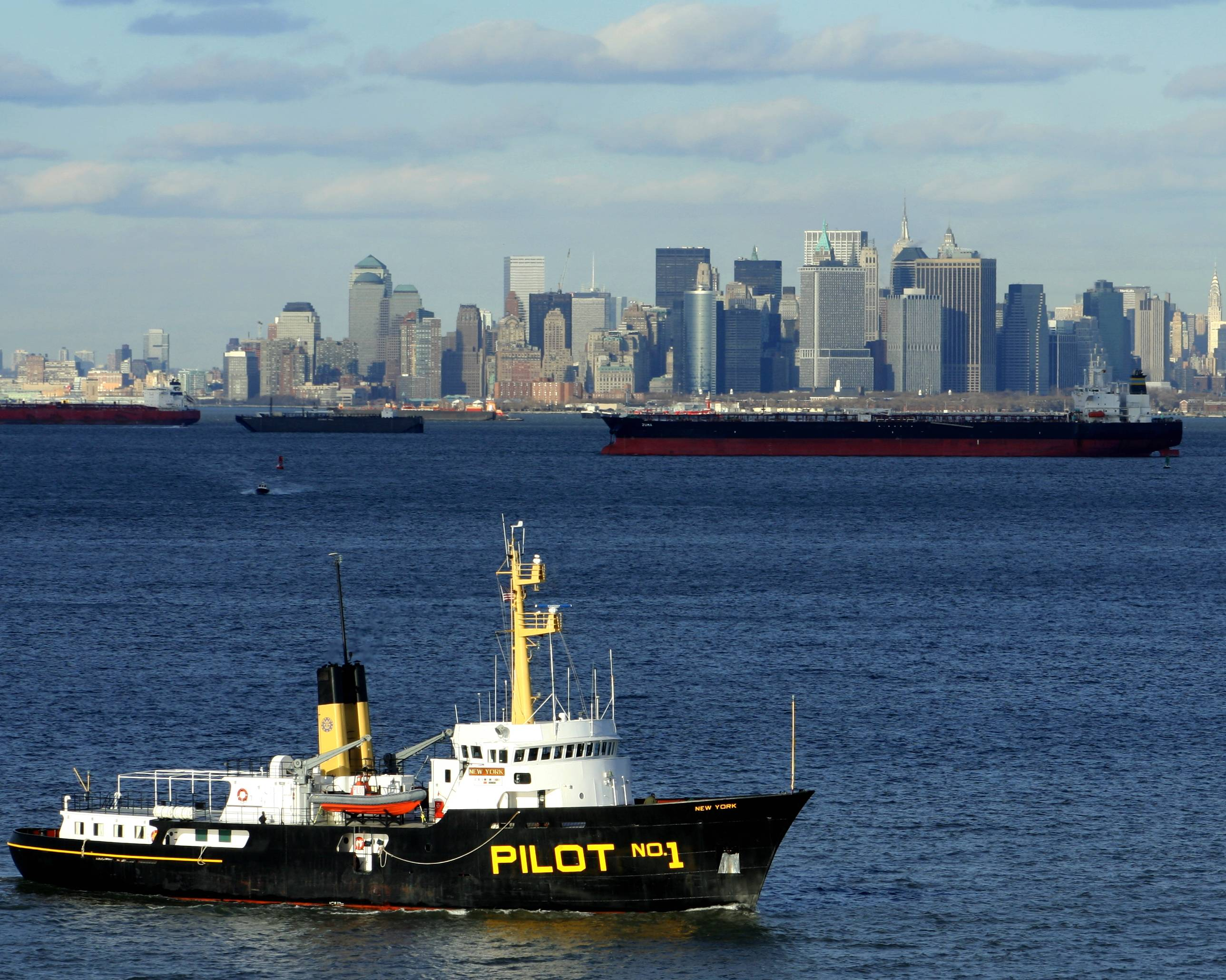
Barcos en la bahía Upper New York esperando entrar en el Kill